# Bataille de Kosovo Polje
Pour les articles homonymes, voir Bataille de Kosovo.
La bataille de Kosovo Polje, ou bataille de Kosovo (en serbe cyrillique « Бој на Косову » ou « Косовска битка », français : bataille du Champ du Merle), du 15 juin 1389, oppose une armée ottomane à une coalition de princes chrétiens des Balkans qui, sans perdre la bataille, s'en trouvent brisés. Il en résulte la domination des Balkans par les Ottomans.
La bataille a lieu dans un lieu appelé en serbe Kosovo Polje (le « Champ des Merles »), situé dans l'actuelle province autonome serbe du Kosovo. La coalition chrétienne rassemble des Serbes, des Valaques, des Hongrois, des Albanais, des Bosniens et des Croates,,,.
Cette bataille, très importante dans l'histoire de la Serbie et de l'Europe, l'est également dans celle de la Turquie, puisqu'elle a permis l'établissement pour des siècles des Ottomans dans la péninsule balkanique.

## Contexte politique
La puissance turque ne cessait de s'affirmer dans les Balkans depuis son arrivée en 1346 et supplantait petit à petit le pouvoir byzantin. Étienne Douchan, roi des Serbes, tente de conquérir Byzance et n'hésite pas pour cela à envisager une alliance avec les Turcs et les Vénitiens. Mais il est pris de court par l'empereur byzantin qui appelle les Turcs ottomans à son secours.
Depuis le 26 septembre 1371, et la bataille de la Maritsa, les Ottomans s'étaient ouvert les portes des Balkans en anéantissant une forte armée rassemblée par le prince serbe Vukašin Mrnjavčević. Dès lors, le péril turc ne cessa d'augmenter dans la région, alors que bien des princes locaux n'étaient plus en mesure de résister. Les Byzantins de Jean V Paléologue étaient devenus les vassaux du sultan dès 1373, ainsi que les Bulgares. En Occident, le Pape essayait bien de déclencher une croisade, mais son appel ne porta ses fruits que bien plus tard, en 1396, lors de la bataille de Nicopolis.
La première bataille sur le territoire de Lazar Hrebeljanović entre les Serbes et les Turcs eut lieu en 1381 sur les bords de la rivière Dubravnica, près de Paraćin. L'armée serbe, avec à sa tête les généraux Crep et Vitomir, remporta la victoire. La bataille de Dubravnica fut fêtée par tous les chrétiens. Puis, en 1386, Lazar lui-même intercepta une seconde armée, menée par Murat Ier en personne, près de la rivière Toplica près de Pločnik, et défit les Turcs lors de la bataille de Pločnik. « Murat a peur, il s'enfuit », rapporte un chroniqueur serbe de l'époque.
Malgré ces défaites contre les Serbes, les Turcs allaient de victoire en victoire dans le reste de l'Europe du Sud-Est. En 1388, Thessalonique tomba après un long siège (bg). Serrès était déjà ottomane en 1383, et les Turcs occupaient également le royaume serbe de Vukasin dès 1371. Ils avaient donc encore d'importantes réserves militaires grâce à leurs nouveaux vassaux. Ils attaquèrent alors le roi de Bosnie Tvrtko Ier, allié de Lazar, espérant ainsi affaiblir ce dernier. Le général de Tvrtko, Vlatko Vuković, mit en déroute l'armée turque conduite par Lala Şâhin Pacha, lors de la bataille de Bileća.

## Forces en présence
L'armée serbe se trouvait sous le commandement des princes[réf. nécessaire], rivaux politiques pour la suprématie sur les Serbes : Lazar Hrebeljanović, prince de Serbie, et son vassal et gendre Vuk Branković, seigneur serbe du Kosovo. L'armée serbe était également appuyée par plusieurs alliés chrétiens : le roi de Bosnie Tvrtko Ier. On sait que des Valaques, des Hongrois, des Croates et des Albanais participaient aussi. Les Valaques de Serbie ont été impliqués dans la bataille. Les Valaques ont joué un certain rôle dans l'organisation militaire de l'armée serbe médiévale, qu'ils ont conservée même après la conquête turque. Les soldats valaques étaient mentionnés dans la Charte du roi Milutin au monastère de Banjska et dans la Charte du roi Stefan Dušan qui enregistrait la donation de l'église Saint-Nicolas de Vranje au monastère de Hilandar.
L'armée ottomane, tout aussi disparate, était composée de Turcs, mais également grossie des contingents de ses vassaux chrétiens : le Serbe Marko Kraljević, ennemi de Lazar, le prince bulgare de Velbuzd, Constantin, mais aussi des émirs musulmans vassaux d'Asie Mineure. Étaient également présents les janissaires, le corps d'élite des armées ottomanes.

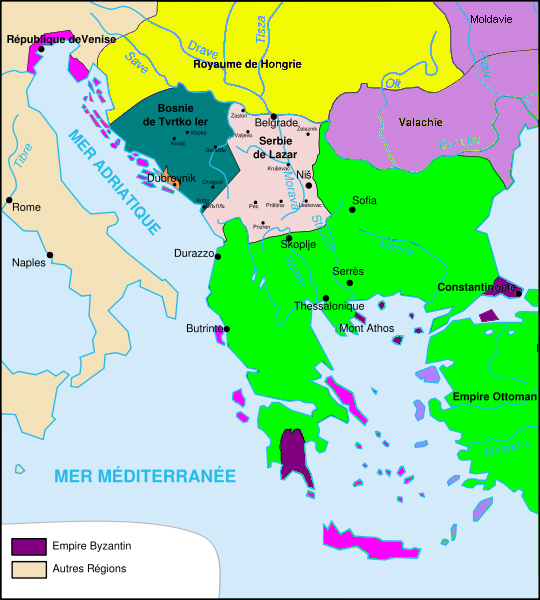
Avant la bataille du Kosovo, fin du règne du Prince Lazar.

## Déroulement
Le combat dura toute la journée, il fut sanglant et assez indécis. Dans une première phase, la bataille fut incontestablement à l'avantage des chrétiens, au point que Tvrtko Ier annonça la victoire et qu'un Te Deum fut chanté à Notre-Dame de Paris en présence du roi Charles VI. Selon les récits épiques serbes, Miloš Obilić ayant promis de tuer le sultan avant la bataille, s'est rendu sous sa tente et l'y aurait éventré, avec un poignard dissimulé dans sa botte, avant de tomber lui-même sous les coups des gardes.
Des sources ottomanes — auxquelles se rallient certains historiens bulgares — font tomber le sultan dans la bataille.
Cette mort eût été durement ressentie par les Osmanlis, qui commençaient à se débander, mais le fils de Mourad Ier, Bajazet Ier, parvint à éviter la débâcle. Il en profita aussi pour assassiner, dans des circonstances mystérieuses, son frère Yakub. Les Turcs allaient pourtant se ressaisir et prendre une sanglante revanche sur la coalition. Lazar et tous ses nobles sont finalement faits prisonniers et décapités sur le champ de bataille. Les Turcs restent maîtres du terrain, mais ne pénétrèrent pas davantage en Serbie pour la soumettre car la mort de Mourad et le meurtre de Yakub pendant la bataille avaient considérablement affaibli l'autorité de Bajazet qui devait rentrer dans ses terres pour affirmer son pouvoir sur ses vassaux et éviter tout risque de révolte.

Disposition des armées serbes et turques.

## Conséquences

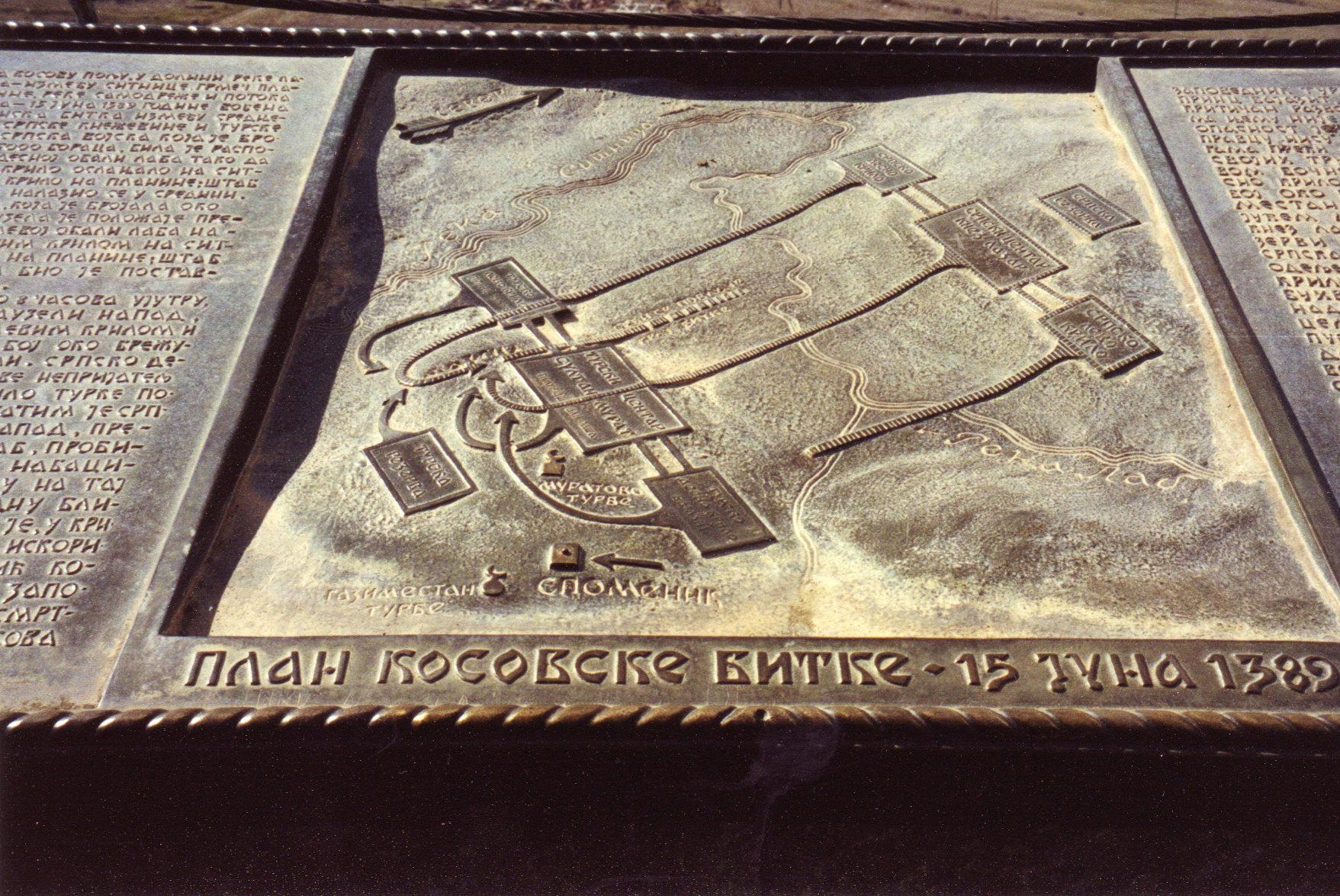
Mouvements des armées serbes et turques.

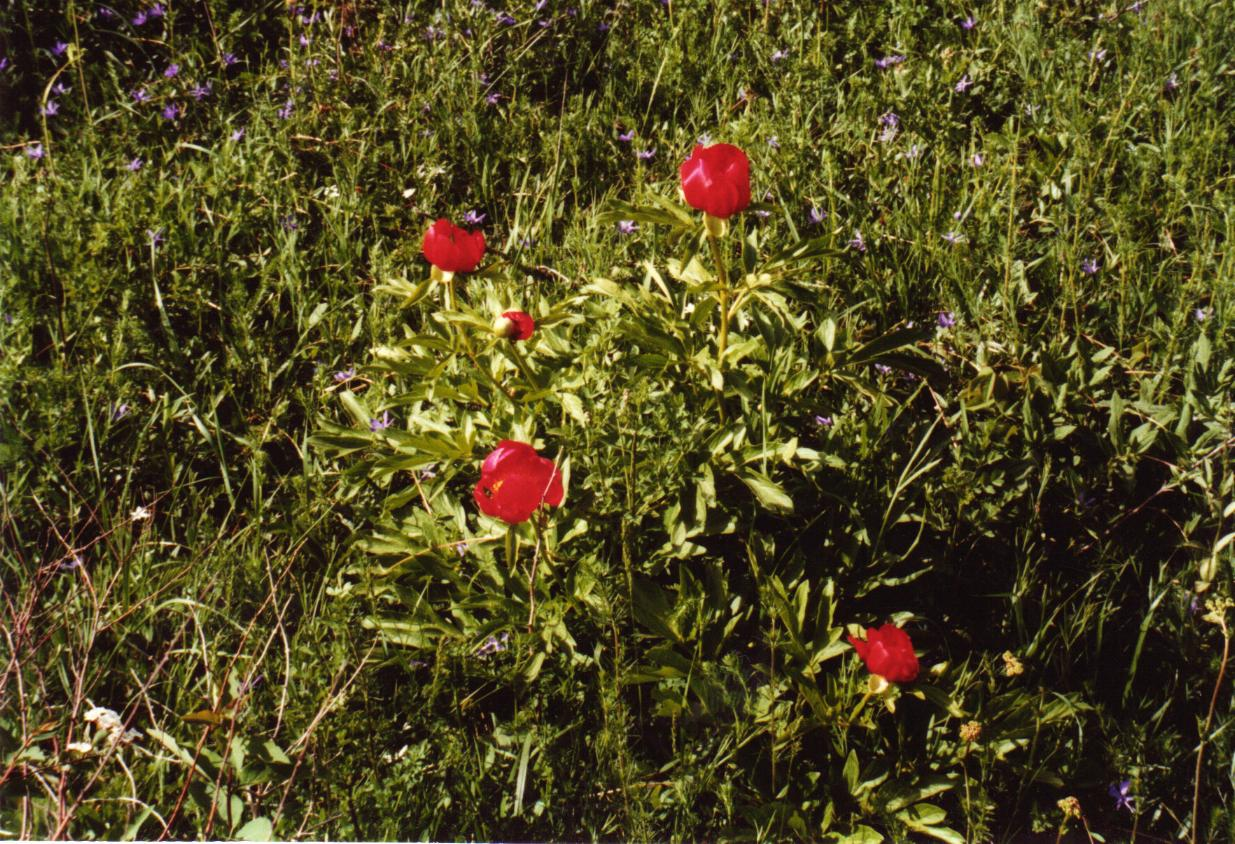
Pivoine, champ des merles.

La coalition chrétienne des Balkans était bel et bien vaincue, mais ils n'avaient pas démérité. Et Bayezid Ier n'en fut pas plus vainqueur car il s'empressa de conclure la paix avec la veuve de Lazar, Milica, et ses hommes cessèrent un temps leur avancée vers l'ouest. La conquête n'en reprit pas moins de plus belle, au milieu du XVe siècle.
En fait, il n'y avait pas de vainqueur immédiat car les Turcs se retrouvaient en situation de guerre d'héritage et les Serbes n'avaient plus d'aristocratie. Donc, aucun des deux camps ne pouvait revendiquer la victoire même si le roi de Bosnie envoya à Rome une lettre dans laquelle il signalait que les Serbes avaient gagné la bataille.
Mais à long terme, les Turcs en ont tiré profit ; ils avaient plus de ressources humaines que les Serbes et ont pu reconstituer plus rapidement des armées alors que la Serbie ne retrouva pas sa puissance d'antan. La Serbie chuta avec la prise de Smederevo par les Turcs en 1459 et sa transformation en Sandjak de Smederevo.

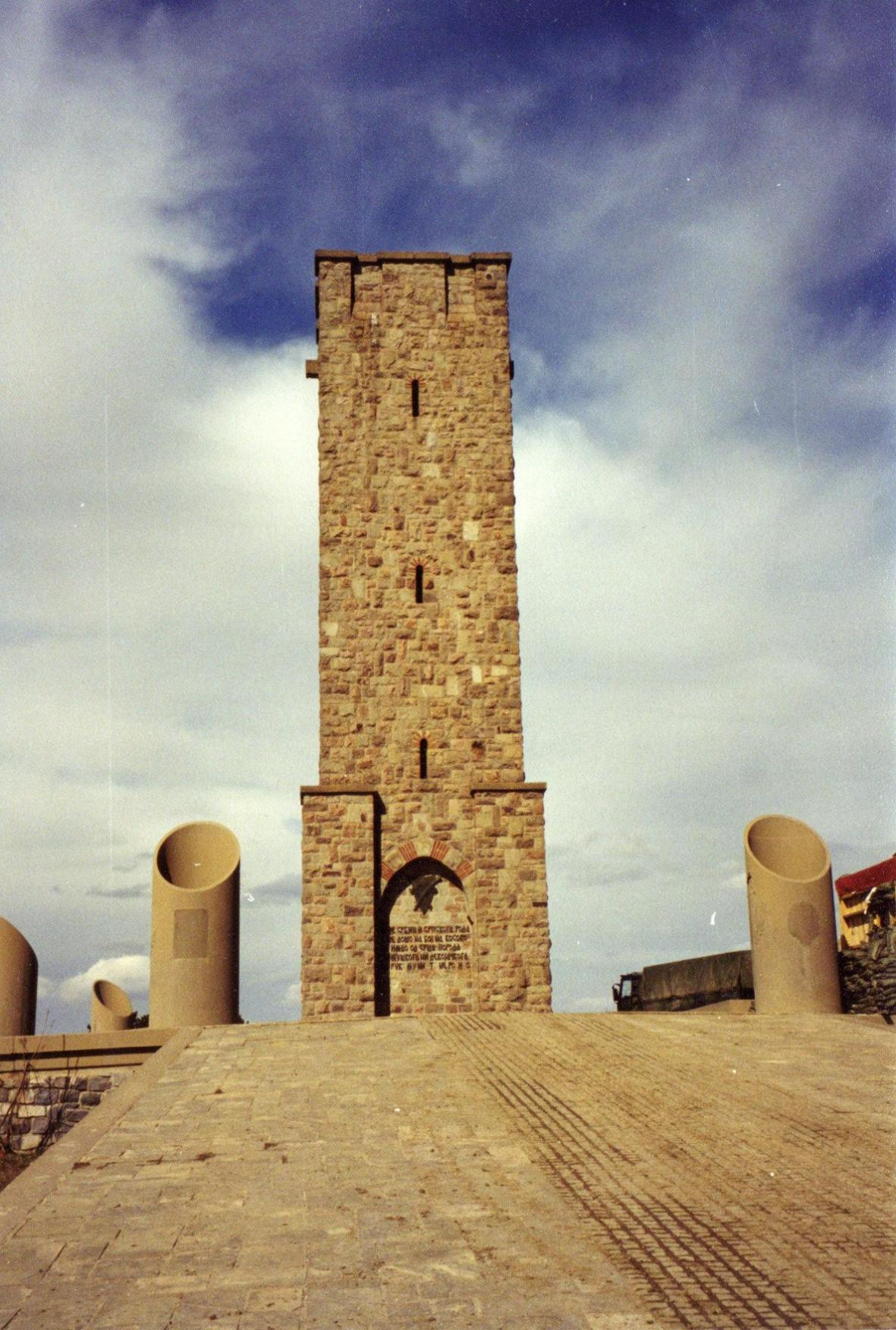
La tour construite en mémoire de la bataille du Kosovo.

Le fils de Lazar, Étienne, scella sa soumission en donnant sa sœur, Marie Despina, au harem du sultan.

## Deuxième bataille de Kosovo (1448)
En 1448, une deuxième bataille a eu lieu dans cette région. Le prince albanais Gjergj Kastrioti (Skanderbeg) en alliance avec le prince hongrois Jean Hunyadi s'allièrent contre les Ottomans.
Après avoir perdu la bataille, Jean Hunyadi, le prince hongrois, ne fut pas aidé par les Serbes, mais fut capturé par ces derniers qui l'amenèrent au prince serbe Vuk Brancović qui le libéra seulement après l'avoir contraint à signer un accord en son intérêt.

## Signification pour les Serbes
- Si vous ne connaissez pas le sujet, laissez ce bandeau (vous pouvez alors contacter les auteurs).
- Si vous supprimez le contenu mis en cause (vous pouvez préalablement contacter les auteurs),

argumentez précisément cette suppression dans la page de discussion
(un manque de référence n'est pas un argument ; une recherche réelle de référence doit avoir été effectuée, être formellement documentée).
Si on peut estimer que les Serbes font preuve de patriotisme, le souvenir de cette bataille est aussi pour les Serbes l'occasion d'exprimer la fierté de leur passé en se remémorant l'héroïsme et le courage de leurs combattants et donc l'expression de leur nation, d'où son utilisation par certains dirigeants serbes pour orchestrer une politique ultra-nationaliste. C'était justement lors de la commémoration des 600 ans de la bataille du Kosovo, le 28 juin 1989, que Slobodan Milošević, en tant que nouveau président de la Serbie, fait un discours ayant pour but d'exalter le nationalisme serbe, discours qui marqua un tournant tragique dans l'histoire de la Yougoslavie.
Pour les Serbes, cette bataille contre les Ottomans signifie la fin de l'âge d'or serbe et le début de l'oppression et des conversions forcées pour les peuples de Yougoslavie pendant plusieurs siècles.
Une tour construite en 1953 à la mémoire des Serbes tombés en ce jour de la Saint-Guy (Vidovdan) permet, du haut de sa terrasse, de contempler le « champ des merles ». Une table d'orientation relate clairement la position des différents corps d'armées ainsi que la stratégie déployée. La légende dit que le sang serbe répandu dans la plaine fait fleurir chaque année des pivoines sauvages qui, en fait, sont des plantes très rares dans le pays.